# 미우라 시온
미우라 시온(三浦 しをん, 1976년 9월 23일 ~ )은 일본의 여성 소설가이자 수필가이다.

## 생애
도쿄 도에서 전통문학 연구자인 부친의 딸로 태어났다. 1999년 와세다대학교 졸업. 2006년 8월 나오키상을 수상하였고, 2012년 《배를 엮다》가 서점대상에 선정되었다.

## 저서

### 소설

#### 마호로 역 시리즈
- 마호로 역 다다 심부름집 (まほろ駅前多田便利軒, 2006년)
- 마호로 역 번외지 (まほろ駅前番外地, 2009년)
- 마호로 역 광소곡 (まほろ駅前狂騒曲, 2013년)

#### 가무사리 숲의 느긋한 시리즈
- 가무사리 숲의 느긋한 나날(神去なあなあ日常, 2009년)
- 가무사리 숲의 느긋한 야화 (神去なあなあ夜話, 2012년)

#### 비시리즈
- 격투하는 자에게 동그라미를 (格闘する者に○, 2000년)
- 월어 (月魚, 2001년)
- 흰 뱀이 잠든 섬 (白蛇島, 2001년)
- 비밀의 화원 (秘密の花園, 2002년)
- 로맨스 소설의 7일 (ロマンス小説の七日間, 2003년)
- 내가 이야기하기 시작한 그는 (私が語りはじめた彼は, 2004년)
- 옛날 이야기 (むかしのはなし, 2005년)
- 바람이 강하게 불고 있다 (風が強く吹いている, 2006년)
- 그대는 폴라리스 (きみはポラリス, 2007년)
- 검은 빛 (光, 2008년)
- 코구레 주민들 이야기 (木暮荘物語, 2010년)
- 배를 엮다(舟を編む, 2011년)
- 그 집에 사는 네 여자(あの家に暮す四人の女, 2015년)